# Gran Premi de la Ciutat de Mèxic del 2022
El Gran Premi de la Ciutat de Mèxic de Fórmula 1, vintena cursa de la temporada 2022, s'ha disputat al Autòdrom Hermanos Rodríguez entre els dies 28 a 30 d'octubre del 2022.

## Precedents
Els pilots de proves Logan Sargeant, Pietro Fittipaldi, Jack Doohan, Nyck de Vries i Liam Lawson van substituir respectivament Alexander Albon, Mick Schumacher, Esteban Ocon, George Russell i Yuki Tsunoda durant la primera sessió de entrenaments lliures.

## Qualificació
La qualificació fou realitzada el dia 29 d'octubre.
| Pos.               | Nº | Pilot            | Equip/Motor           | Part 1   | Part 2   | Part 3   | Graella |
| ------------------ | -- | ---------------- | --------------------- | -------- | -------- | -------- | ------- |
| 1                  | 1  | Max Verstappen   | Red Bull-RBPT         | 1:19.222 | 1:18.566 | 1:17.775 | 1       |
| 8                  | 63 | George Russell   | Mercedes              | 1:19.583 | 1:18.565 | 1:18.079 | 2       |
| 6                  | 44 | Lewis Hamilton   | Mercedes              | 1:19.169 | 1:18.552 | 1:18.084 | 3       |
| 4                  | 11 | Sergio Pérez     | Red Bull-RBPT         | 1:19.706 | 1:18.615 | 1:18.128 | 4       |
| 3                  | 55 | Carlos Sainz Jr. | Ferrari               | 1:19.566 | 1:18.560 | 1.18.351 | 5       |
| 12                 | 77 | Valtteri Bottas  | Alfa Romeo-Ferrari    | 1:19.523 | 1:18.762 | 1:18.401 | 6       |
| 2                  | 16 | Charles Leclerc  | Ferrari               | 1:19.505 | 1:19.109 | 1:18.555 | 7       |
| 10                 | 4  | Lando Norris     | McLaren-Mercedes      | 1:19.857 | 1:19.119 | 1:18.721 | 8       |
| 7                  | 14 | Fernando Alonso  | Alpine-Renault        | 1:20.006 | 1:19.272 | 1:18.939 | 9       |
| 5                  | 31 | Esteban Ocon     | Alpine-Renault        | 1:19.945 | 1:19.081 | 1:19.010 | 10      |
| 11                 | 3  | Daniel Ricciardo | McLaren-Mercedes      | 1:20.279 | 1:19.325 |          | 11      |
| 14                 | 24 | Guanyu Zhou      | Alfa Romeo-Ferrari    | 1:20.283 | 1:19.476 |          | 12      |
| 13                 | 22 | Yuki Tsunoda     | AlphaTauri-RBPT       | 1:19.907 | 1:19.589 |          | 13      |
| 17                 | 10 | Pierre Gasly     | AlphaTauri-RBPT       | 1:20.256 | 1:19.672 |          | 14      |
| 18                 | 20 | Kevin Magnussen  | Haas-Ferrari          | 1:20.293 | 1:19.833 |          | 191     |
| 15                 | 47 | Mick Schumacher  | Haas-Ferrari          | 1:20.419 |          |          | 15      |
| 9                  | 5  | Sebastian Vettel | Aston Martin-Mercedes | 1:20.419 |          |          | 16      |
| 19                 | 18 | Lance Stroll     | Aston Martin-Mercedes | 1:20.520 |          |          | 202     |
| 16                 | 23 | Alexander Albon  | Williams-Mercedes     | 1:20.859 |          |          | 17      |
| 20                 | 6  | Nicholas Latifi  | Williams-Mercedes     | 1:21.167 |          |          | 18      |
| 107%Temps:1:24.710 |    |                  |                       |          |          |          |         |
| Font:              |    |                  |                       |          |          |          |         |

Notes
- ^1  – Kevin Magnussen va ser penalitzat en cinc posicions a la graella de sortida per canviar el motor del seu cotxe.
- ^2  – Lance Stroll va ser penalitzat en cinc posicions a la graella de sortida per col·lidir amb Fernando Alonso en la cursa anterior.

## Resultats de la cursa
La cursa fou realitzada el dia 30 d'octubre.
| Pos.                                                                 | Nº | Pilot            | Equip/Motor           | Voltes | Temps/Retirada    | Graella | Punts |
| -------------------------------------------------------------------- | -- | ---------------- | --------------------- | ------ | ----------------- | ------- | ----- |
| 1                                                                    | 1  | Max Verstappen   | Red Bull-RBPT         | 71     | 1:38:36.729       | 1       | 25    |
| 2                                                                    | 44 | Lewis Hamilton   | Mercedes              | 71     | +15.186           | 3       | 18    |
| 3                                                                    | 11 | Sergio Pérez     | Red Bull-RBPT         | 71     | +18.097           | 4       | 15    |
| 4                                                                    | 63 | George Russell   | Mercedes              | 71     | +49.431           | 2       | 131   |
| 5                                                                    | 55 | Carlos Sainz Jr. | Ferrari               | 71     | +58.123           | 5       | 10    |
| 6                                                                    | 16 | Charles Leclerc  | Ferrari               | 71     | +1:08.774         | 7       | 8     |
| 7                                                                    | 3  | Daniel Ricciardo | McLaren-Mercedes      | 70     | +1 volta2         | 11      | 6     |
| 8                                                                    | 31 | Esteban Ocon     | Alpine-Renault        | 70     | +1 volta          | 10      | 4     |
| 9                                                                    | 4  | Lando Norris     | McLaren-Mercedes      | 70     | +1 volta          | 8       | 2     |
| 10                                                                   | 77 | Valtteri Bottas  | Alfa Romeo-Ferrari    | 70     | +1 volta          | 6       | 1     |
| 11                                                                   | 10 | Pierre Gasly     | AlphaTauri-RBPT       | 70     | +1 volta          | 14      |       |
| 12                                                                   | 23 | Alexander Albon  | Williams-Mercedes     | 70     | +1 volta          | 17      |       |
| 13                                                                   | 24 | Guanyu Zhou      | Alfa Romeo-Ferrari    | 70     | +1 volta          | 12      |       |
| 14                                                                   | 5  | Sebastian Vettel | Aston Martin-Mercedes | 70     | +1 volta          | 16      |       |
| 15                                                                   | 18 | Lance Stroll     | Aston Martin-Mercedes | 70     | +1 volta          | 20      |       |
| 16                                                                   | 47 | Mick Schumacher  | Haas-Ferrari          | 70     | +1 volta          | 15      |       |
| 17                                                                   | 20 | Kevin Magnussen  | Haas-Ferrari          | 70     | +1 volta          | 19      |       |
| 18                                                                   | 6  | Nicholas Latifi  | Williams-Mercedes     | 69     | +2 voltes         | 18      |       |
| Ret                                                                  | 14 | Fernando Alonso  | Alpine-Renault        | 63     | Motor             | 9       |       |
| Ret                                                                  | 22 | Yuki Tsunoda     | AlphaTauri-RBPT       | 50     | Danys p/Col·lisió | 13      |       |
| Volta ràpida: — George Russell (Mercedes) – 1:20.153 (a la volta 71) |    |                  |                       |        |                   |         |       |
| Font:                                                                |    |                  |                       |        |                   |         |       |

Notes
- ^1  – Inclòs punt extra per volta ràpida.
- ^2  – Daniel Ricciardo va ser penalitzat amb 10 segons al seu temps final per causar una col·lidir amb Yuki Tsunoda, però la seva posició no va ser afectada en finalitzar la cursa amb tornada perduda.

## Classificació després de la cursa
| Pos. | Pilot           | Punts | Canvis |
| ---- | --------------- | ----- | ------ |
| 1    | Max Verstappen  | 416   | =      |
| 2    | Sergio Pérez    | 280   | 1      |
| 3    | Charles Leclerc | 275   | 1      |
| 4    | George Russell  | 231   | =      |
| 5    | Lewis Hamilton  | 216   | 1      |

| Pos. | Constructor      | Punts | Canvis |
| ---- | ---------------- | ----- | ------ |
| 1    | Red Bull-Honda   | 696   | =      |
| 2    | Ferrari          | 487   | =      |
| 3    | Mercedes         | 447   | =      |
| 4    | Alpine-Renault   | 153   | =      |
| 5    | McLaren-Mercedes | 146   | =      |